# Parafia św. Jakuba w Stanowiskach
Parafia rzymskokatolicka pw. św. Jakuba w Stanowiskach – jedna z 8 parafii dekanatu przedborskiego diecezji radomskiej.

## Historia
Kościół pw. św. Jakuba powstał w XIV lub w XV w. Wzmiankowany był w 1511 r. Parafia została erygowana 24 stycznia 1682. W związku z powstaniem parafii kościół gruntownie przebudowano, a potem jeszcze w XVIII w., staraniem Kazimierza i Michała Czaplickiego – sędziego ziemskiego. Świątynia jest gotycka w zrębie, jest całkowicie przekształcona, posiada charakter barokowy, jest orientowana i wzniesiona z kamienia.

## Zasięg parafii
Do parafii należą wierni z miejscowości: Bobrowniki, Kolonia Bobrowska Wola, Bobrowska Wola, Boża Wola z przysiółkiem Lubicz, Dobromierz, Jeżowiec, Kowale (Jeżowiec), Lubicz, Kolonia Łapczyna Wola, Łapczyna Wola, Kolonia Mrowina, Mrowina, Stanowiska, Wyrębiska.

## Proboszczowie
- ks. Jan Snopczyński (1927–1962)
- ks. Piotr Karbowiak (1962–1972)
- ks. kan. Antoni Mroczek (1972–2003)
- ks. Jan Stanisław Stańczyk (od 2003)